# Épernon
Épernon é uma comuna francesa na região administrativa do Centro, no departamento Eure-et-Loir. Estende-se por uma área de 6,43 km². Em 2010 a comuna tinha 5 659 habitantes (densidade: 880,1 hab./km²).